# Женский Тур Катара
Женский Тур Катара (англ. Ladies Tour of Qatar) — шоссейная многодневная велогонка, проходившая по территории Катара с 2011 по 2016 год. Являлась женской версией мужского Тура Катара.

## История
Гонка была создана в 2009 году организацией Amaury Sport Organisation, также организовавшей мужской Тур Катара, по инициативе Моза бинт Насер аль Миснед — второй жены эмира Катара Хамад бин Халифа Аль Тани.
На протяжении всей своей истории проводилась в рамках Женского мирового шоссейного календаря UCI имея категорию 2.1. Маршрут гонки изначально состоял из трёх этапов, а с 2013 года был увеличен до четырёх этапов. Протяжённость каждого этапа составляла примерно 100 км.
В 2017 году гонка была отменена из-за отсутствия публики и появления финансовых трудностей связанных с привлечением спонсоров и больше не проводилась.
Рекордсменкой по количеству побед стала нидерландка Кирстен Вилд, победившая 4 раза, что составило половину проведённых гонок.

## Призёры
| Год  | Победитель         | Второй           | Третий          |
| ---- | ------------------ | ---------------- | --------------- |
| 2009 | Кирстен Вилд       | Джорджа Бронцини | Кирсти Брун     |
| 2010 | Кирстен Вилд       | Джорджа Бронцини | Раса Лелейвите  |
| 2011 | Эллен Ван Дейк     | Шарлотта Беккер  | Ирис Слаппендел |
| 2012 | Юдит Арндт         | Трикси Воррак    | Кирстен Вилд    |
| 2013 | Кирстен Вилд       | Хлоя Хоскинг     | Эллен Ван Дейк  |
| 2014 | Кирстен Вилд       | Эми Питерс       | Хлоя Хоскинг    |
| 2015 | Элизабет Армитстед | Хлоя Хоскинг     | Эллен Ван Дейк  |
| 2016 | Трикси Воррак      | Роми Каспер      | Эллен Ван Дейк  |